# فريدريك بلايتن
فريدريك بلايتن (بالألمانية: Frederik Pleitgen)؛ (1976 -) هو صحفي ومراسل ألماني لسي إن إن.
ولد فريدريك بلايتن في 1976 في كولونيا بألمانيا. درس دراسات أمريكية شمالية في جامعة بون وفي جامعة برلين الحرة. ودرس أيضا لمدة عام في كلية الصحافة لجامعة نيويورك وتلقّى في 2004 زمالة من قبل معهد الدبلوماسية الثقافية في سان فيرناندو فالي في لوس أنجلوس. عمل بلايتن في زد دي أف وتلفزيون آر تي إل والقناة الإخبارية الألمانية إن-تي في قبل التحاقه بسي إن إن في 2006. غطى بلايتن ثورات الربيع العربي حيث غطى ثورة 25 يناير والحرب الأهلية الليبية وكان من أوائل الصحفيين الذين دخلوا لمصراتة المحاصرة. وغطى انتخابات البرلمان الألماني في 2002 و2009 وزلزال وتسونامي المحيط الهندي 2004 ووفاة البابا يوحنا بولس الثاني وانتخاب البابا بينيدكتوس السادس عشر وتفجيرات لندن 7 يوليو 2005 ومخلفات إعصار كاترينا وإعصار ويلما وإعصار نرجس في 2008، الذي سافر متخفيا لماينمار لتغطيته من هناك، وانتخابات ميانمار المزيفة واطلاق سراح أون سان سو تشي في 2010 وحرب العراق وحرب أفغانستان والصراع في باكستان. يغطي الآن الحرب الأهلية السورية انطلاقا من إسطنبول بتركيا. وغطى من باريس تبعات الهجوم على صحيفة شارلي إبدو في يناير 2015.
يعيش بلايتن في برلين وهو ابن الصحفي الألماني المعروف و المدير السابق لإذاعة غرب ألمانيا فريتز بلايتن. ويتكلم الألمانية والإنجليزية والفرنسية.

## روابط خارجية
- فريدريك بلايتن على موقع IMDb (الإنجليزية)
- فريدريك بلايتن على موقع قاعدة بيانات الفيلم (الإنجليزية)